# Fuka Naganoová
Fuka Naganoová (japonsky 長野 風花, * 9. března 1999 Tokio) je japonská fotbalistka.

## Reprezentační kariéra
Za japonskou reprezentaci v roce 2018 odehrála 1 reprezentační utkání.

## Statistiky
| Japonsko | Japonsko | Japonsko |
| Roky     | Záp.     | Góly     |
| -------- | -------- | -------- |
| 2018     | 1        | 0        |
| Celkem   | 1        | 0        |

## Úspěchy

### Reprezentační
- Mistrovství světa do 20 let:  2018
- Mistrovství světa do 17 let:  2014;  2016